# 오에노 지사토

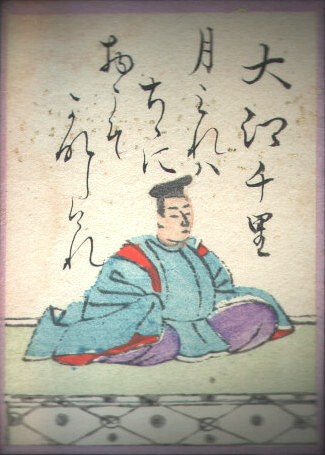
오에노 지사토（백인일수）

오에노 지사토(일본어: 大江千里)는 일본 중고36가선(中古三十六歌仙)중 한명이며 백인일수에 포함되어 있다. 헤이안(平安) 전기에 학자, 가인(歌人)으로서 생활했다. 참의(參議)를 지낸 오에노 오토히토(大江音人)를 아버지로 두었다. 또는 오에노 오토히토의 아들 오에노 다마후치(大江玉淵)의 자식이라는 설도 있으나 확실하지 않다. 간케이(元慶)7년 (883년)에 빗추(備中)의 지방관으로 임관한 후 간페이(寛平)6년 (894년)에 종5위상(従五位上)에 올랐다. 그 후로 중무소승(中務少丞), 병부소승(兵部少丞), 병부대승(兵部大丞), 정5위하(正五位下), 식부권대보(式部権大輔) 순으로 승진하였다. 생몰년은 밝혀진 바가 없다.
고금와카집(古今和歌集)에 10수(首), 그외 칙찬와카집(勅撰和歌集)에 총 25수가 정리되어 있다.